# 黛比·阿姆斯特朗
黛比·阿姆斯特朗（英語：Debbie Armstrong，1963年12月6日—），美国女子高山滑雪运动员。她曾代表美国参加1984年和1988年冬季奥林匹克运动会高山滑雪比赛，获得一枚金牌。